# Calciumtellurit
Calciumtellurit ist eine anorganische chemische Verbindung des Calciums aus der Gruppe der Tellurite mit der Summenformel CaTeO3. Mit CaTe3O8 (Carlfriesit), CaTe2O5 und Ca4Te5O14 sind noch drei weitere Calciumtellurite bekannt.

## Gewinnung und Darstellung
Calciumtellurit kann durch Reaktion von Calciumoxid mit Tellurdioxid unter einem inerten Gas gewonnen werden.
{\displaystyle {\ce {CaO + TeO2 -> CaTeO3}}}
Sie kann auch durch Reaktion einer Lösung von Calciumchlorid oder Calciumnitrat mit Natriumtellurit gewonnen werden, wobei das Monohydrat entsteht.
{\displaystyle {\ce {CaCl2 + Na2TeO3 -> CaTeO3*H2O + 2NaCl}}}
Ebenfalls möglich ist die Synthese durch Reaktion von Calciumchlorid mit Tellurdichlorid in Wasser.
{\displaystyle {\ce {CaCl2 + 2 TeCl2 + 3H2O -> Te + CaTeO3*H2O + 6 HCl}}}

## Eigenschaften
Calciumtellurit kommt in mehreren Kristallstrukturen vor, wobei die Niedrigtemperaturform bis 882 °C stabil ist. Sie besitzt eine orthorhombische Kristallstruktur mit der Raumgruppe P21ca (Raumgruppen-Nr. 29, Stellung 4) und das Monohydrat eine Kristallstruktur mit der Raumgruppe P21cn (Nr. 33, Stellung 4).

## Verwendung
Calciumtellurit kann zur Herstellung von Tellursäure verwendet werden.